# 14262 Kratzer
14262 Kratzer este un asteroid din centura principală de asteroizi.

## Descriere
14262 Kratzer este un asteroid din centura principală de asteroizi. A fost descoperit pe 5 ianuarie 2000 la Socorro, New Mexico, în cadrul proiectului LINEAR. Asteroidul prezintă o orbită caracterizată de o semiaxă mare de 2,36 ua, o excentricitate de 0,14 și o înclinație de 5,9° în raport cu ecliptica.